# Bitcoin
El bitcoin (símbol: ₿; abreviatura: BTC) és una tecnologia, una xarxa i a la vegada una criptomoneda descentralitzada creada per un autor anònim de pseudònim Satoshi Nakamoto. La moneda està subdividida en 100 milions d'unitats més petites anomenades satoshis.
És la moneda alternativa més utilitzada amb un mercat total (el juny del 2020) de 175.000 milions d'USD. En comptes de ser creats per una entitat central, la xarxa d'igual a igual de bitcoin regula la creació i intercanvi de bitcoins segons el programari de la mateixa xarxa. Hi ha nodes que es dediquen a crear i a verificar bitcoins mitjançant operacions matemàtiques que requereixen gran capacitat de potència de càlcul. Està establert que no hi haurà més de 21 milions de bitcoins, xifra a la qual es calcula que s'arribarà el 2140.

## Història
Des de la dècada de 1970, la utilització de signatures digitals basades en criptografia de clau pública ha proporcionat un fort control de propietat. Sobre la base de la criptografia de clau pública, el 1998 Wei Dai descriu b-Money com una solució descentralitzada al problema dels pagaments electrònics. Posteriorment, Nick Szabo i Hal Finney estenen i complementen el treball de Wei Dai.
El 2008, Satoshi Nakamoto publica un article a la llista de criptografia de metzdowd.com en què descriu el protocol.
El 3 de gener de 2009 la xarxa Bitcoin entra en funcionament amb la publicació del primer client, de codi obert, i la creació dels primers bitcoins. Fins a la invenció de Bitcoin, era obligat que tots els pagaments en el comerç electrònic es canalitzessin a través d'entitats centralitzades de confiança, generalment bancs i altres empreses financeres, que gestionaven el seguiment de totes les transaccions.
El 2017 l'equip desenvolupador dels bitcoins Bitcoin Gold denuncià que un pirata informàtic accedí al repositori GitHub i posà codi maligne.

## Programari

### Clients
Encara que hi ha monedes i bitllets fabricats per particulars i empreses, normalment per poder comerciar amb bitcoins s'utilitzen clients, que poden ser aplicacions natives o aplicacions web.

#### Aplicacions natives
Les aplicacions natives s'instal·len o s'executen directament en ordinadors o en dispositius mòbils.
Bitcoin-Qt/Bitcoind és l'únic programa que implementa totalment el protocol, protegint la xarxa, i es considera la referència en què descansen la resta de clients existents. Bitcoin-Qt/Bitcoind necessita descarregar-se tota la cadena de blocs i emmagatzemar localment, cosa que pot arribar a trigar diverses hores. El seu ús només es recomana per a usuaris avançats que vulguin aportar a l'estabilitat de la xarxa.
| Aplicació           | Web                                | Plataformes                |
| ------------------- | ---------------------------------- | -------------------------- |
| Bitcoin-Qt/Bitcoind | http://bitcoin.org                 | Linux · Mac OS X           |
| Armory              | http://bitcoinarmory.com           | Linux                      |
| BitcoinSpinner      | https://play.google.cat/store/apps | Android                    |
| Electrum            | http://electrum.org                | Linux · Mac OS X · Android |
| MultiBit            | http://multibit.org                | Linux · Mac OS X           |

Els clients nadius també es poden executar automàticament quan l'usuari clica en un navegador web sobre un enllaç que compleix amb el format de l'URI scheme de bitcoin segons l'especificació registrada IANA.

#### Aplicacions web
Les aplicacions web només necessiten un navegador i, per tant, són accessibles des de totes les plataformes, siguin d'escriptori (Windows, Linux, Mac OS X) o mòbils (Android, iPhone, BlackBerry, tablets, etc.).
Algunes aplicacions web proporcionen seguretat addicional en l'accés als bitcoins mitjançant la utilització d'autenticació de dos factors amb missatges SMS, correu electrònic, dispositius específics i Google Authenticator.
| Aplicació   | Web                                                           |
| ----------- | ------------------------------------------------------------- |
| Coinbase    | https://coinbase.com                                          |
| Instawallet | https://instawallet.org Arxivat 2016-10-16 a Wayback Machine. |
| MyWallet    | https://blockchain.info/wallet                                |

### Programació
Bitcoind proporciona una API a JSON-RPC per accedir a la xarxa Bitcoin. Per al llenguatge Java, una opció freqüent és BitcoinJ.

## Protocol

La cadena principal (negre) és la sèrie més llarga des de l'origen (verd). Blocs orfes, en lila.

### Adreces
Tot participant de la xarxa Bitcoin té una cartera electrònica que conté un nombre arbitrari de claus criptogràfiques. La clau pública, o les adreces Bitcoin, funcionen com els punts remitent o receptor per a tots els pagaments. Les seves claus privades corresponents autoritzen el pagament només per a aquest cert usuari. Les adreces no tenen cap informació sobre el seu amo i són generalment anònimes.
Els usuaris de Bitcoin poden tenir múltiples direccions, i de fet poden generar il·limitades adreces noves, ja que la generació és relativament instantània. Equival a generar un parell de claus pública/privada, i no requereix cap contacte amb nodes de la xarxa. Crear adreces per a un sol propòsit o ús pot ajudar a preservar l'anonimat d'un usuari.
Les adreces són seqüències alfanumèriques aleatòries de 33 caràcters de llarg, en format llegible per persones, com es veu en aquest exemple: 1rYK1YzEGa59pI314159KUF2Za4jAYYTd. Utilitzen una codificació en Base58, que resulta d'eliminar els sis caràcters del sistema Base64: 0 (zero), I (i majúscula), O (o majúscula), l (L minúscula), + (més) i / (barra). D'aquesta manera, es componen únicament de caràcters alfanumèrics que es distingeixen entre si en qualsevol tipus de lletra. Les adreces Bitcoin també inclouen un checksum de 32 bits per detectar canvis accidentals en la seqüència de caràcters.

### Transaccions
Els bitcoins contenen la direcció pública del seu amo actual. Quan un usuari A transfereix alguna cosa a un usuari B, A lliura la propietat agregant la clau pública de B i després signant amb la seva clau privada. A llavors inclou aquests bitcoins en una transacció, i la difon als nodes de la xarxa P2P als quals està connectat. Aquests nodes validen les signatures criptogràfiques i el valor de la transacció abans d'acceptar-la retransmetre. Aquest procediment propaga la transacció de manera indefinida fins a arribar a tots els nodes de la xarxa P2P.

### Cadena de blocs
Tots els nodes que formen part de la xarxa Bitcoin mantenen una llista col·lectiva de totes les transaccions conegudes, la cadena de blocs. Els nodes generadors, també anomenats miners, creen els nous blocs; afegeixen a cada un el hash de l'últim bloc de la cadena més llarga de la qual tenen coneixement, així com les noves transaccions publicades a la xarxa. Quan un miner troba un nou bloc, ho transmet a la resta dels nodes als quals està connectat. En el cas que resulti un bloc vàlid, aquests nodes s'afegeixen a la cadena i el tornen a retransmetre. Aquest procés es repeteix indefinidament fins que el bloc ha assolit tots els nodes de la xarxa. Eventualment, la cadena de blocs conté l'historial de possessió de totes les monedes des de la direcció-creadora a la direcció de l'actual propietari. Per tant, si un usuari intenta reutilitzar monedes que ja va usar, la xarxa rebutjarà la transacció.
La generació de blocs es coneix com a «minar», un terme anàleg a la mineria d'or. Tots els nodes generadors de la xarxa competeixen per ser el primer a trobar la solució del problema criptogràfic del seu bloc-candidat actual, mitjançant un sistema de proves de treball, resolent un problema que requereix diversos intents repetitius, per força bruta, no determinista, de manera que s'evita que miners amb gran nivell de processament deixin fora els més petits. D'aquesta manera, la probabilitat que un miner trobi un bloc depèn del poder computacional amb el qual contribueix a la xarxa en relació al poder computacional de tots els nodes combinats, i això permet que el sistema funcioni de manera descentralitzada. Els nodes que reben el nou bloc solucionat el validen abans d'acceptar, i l'agreguen a la cadena. La validació de la solució proporcionada pel miner és trivial i es fa immediatament.
La xarxa reajusta la dificultat cada 2016 blocs, és a dir, aproximadament cada 2 setmanes, perquè un bloc sigui generat cada deu minuts. La quantitat de bitcoins creada per bloc mai és més de 50 BTC, i els premis estan programats per disminuir amb el pas del temps fins a arribar a zero, garantint que no hi pugui haver més de 21 milions de BTC.
Els miners no tenen l'obligació d'incloure transaccions en els blocs que generen, de manera que els remitents de bitcoins poden pagar voluntàriament una tarifa perquè tramitin les seves transaccions més ràpidament. Com que el premi per bloc disminueix amb el pas del temps, en el llarg termini totes les recompenses dels nodes generadors provindran únicament de les tarifes de transacció.

## Economia

### Adopció
Multinacionals com Tesla Motors MicroStrategy Time Inc. i Dish Network permeten el pagament amb bitcoins, així com Virgin Galactic i Reddit, entre d'altres.
Diverses empreses i petits negocis accepten bitcoins com a mitjà de pagament per a serveis de tota classe, com telefonia, allotjaments d'internet, targetes regal, assessoria legal, turisme, etc. El seu àmbit internacional i el fet que els usuaris poden comerciar amb un cert anonimat, ha fet possible que s'obri pas en sectors cada vegada més regulats, com les apostes en línia i partides de pòquer.
La plataforma WordPress.com accepta pagaments en bitcoins a tot el món, incloent-hi els més de 60 països bloquejats per PayPal, per evitar que bloguers d'Haití, Etiòpia o Kenya tinguin "un accés limitat a la blogosfera per problemes en els pagaments que queden fora del seu control". Així mateix, la multinacional LaCie permet el pagament amb bitcoins per al seu servei Wuala.
L'any 2011 Wikileaks va sol·licitar assistència en bitcoins després del bloqueig orquestrat pels processadors de pagament electrònic Visa, MasterCard i PayPal. També diverses organitzacions com Internet Archive, Free Software Foundation, Freenet, Singularity Institute i altres, accepten actualment donacions en bitcoins.
Els intercanvis en divises nacionals es duen a terme a través d'oficines per internet i persona a persona. Als Estats Units, alguns dels principals bancs i també els centres comercials Walmart i 7-Eleven, entre d'altres, admeten dipòsits de diners en efectiu per convertir bitcoins, i també diverses entitats en països com Brasil i Rússia.
El desembre de 2012 el preu d'un bitcoin al mercat superava els 9 euros, de manera que tenint en compte el nombre total de bitcoins minats, la base monetària del sistema és de més de 90 milions d'euros.
L'octubre de 2013, el bitcoin va experimentar una caiguda de més del 25 per cent en ser tancada pel FBI la web Silk Road, mercat negre en línia que utilitzava el bitcoin com a mitjà de pagament.

### Diferències amb les monedes nacionals

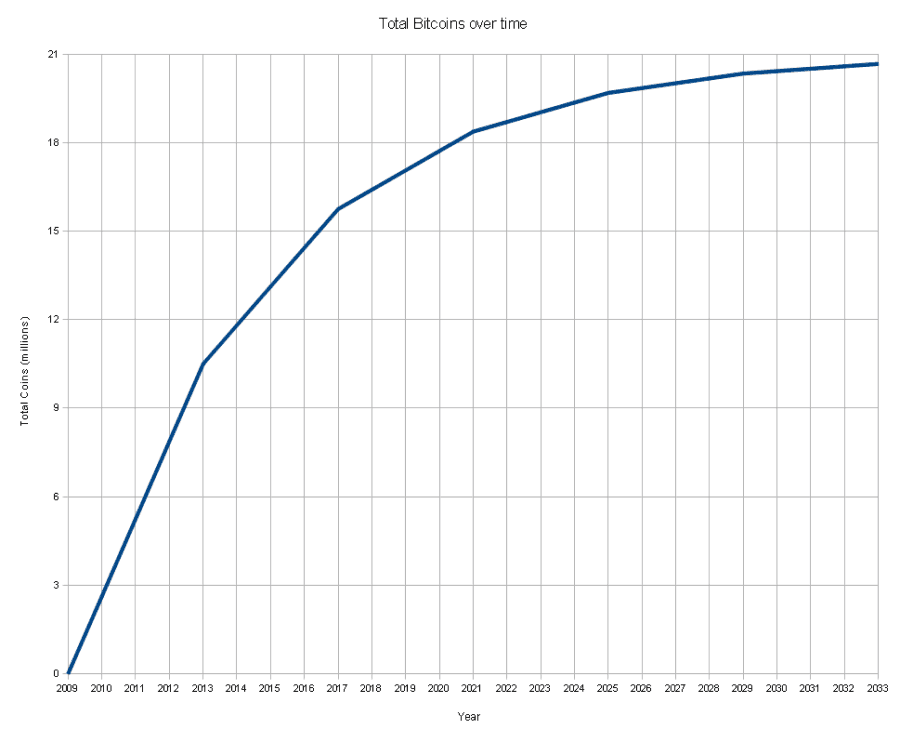
Oferta total de bitcoins en el temps.

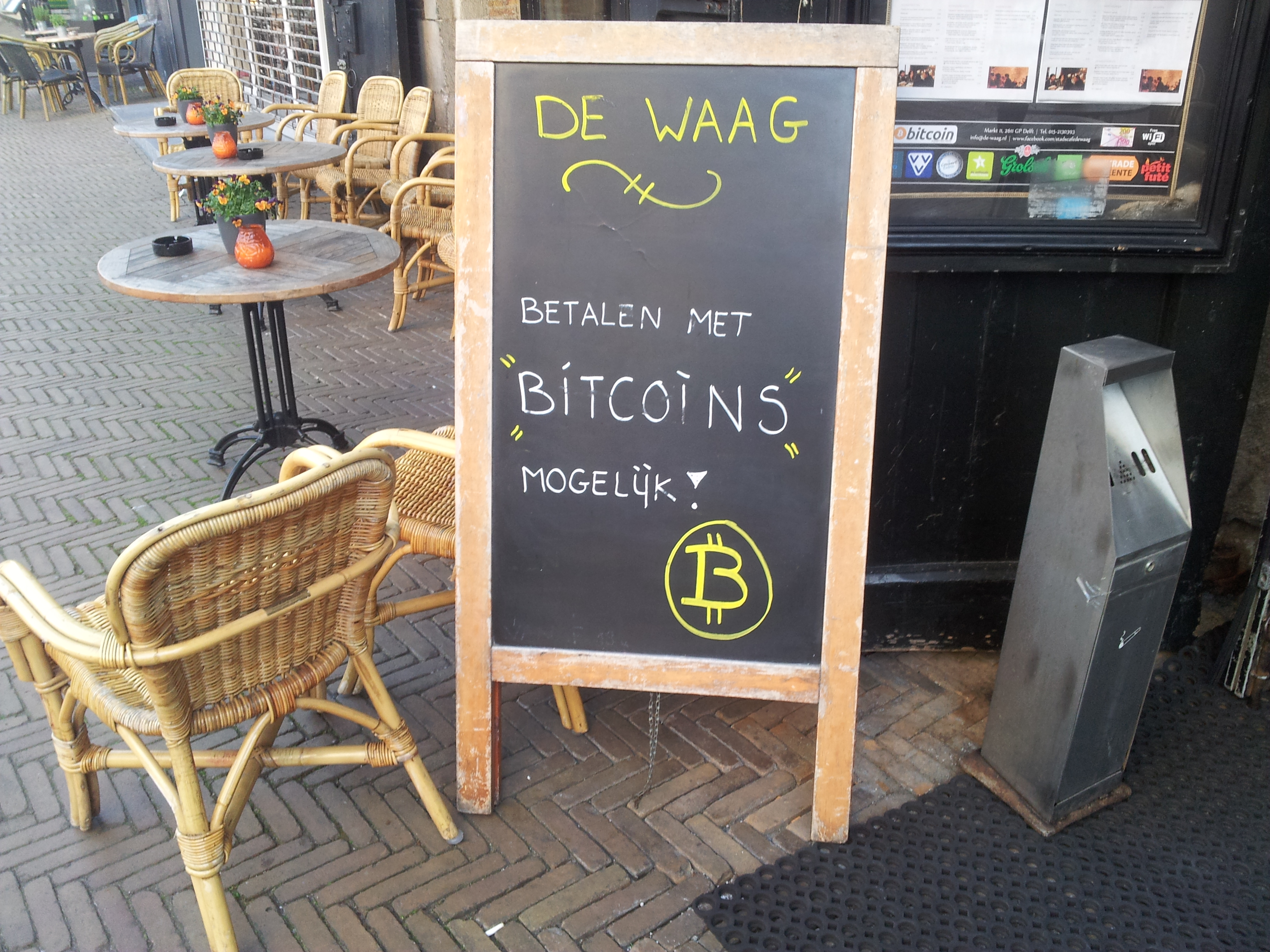
Cartell que diu que s'accepten Bitcoins en aquest establiment, Països Baixos, 2013

Actualment la pràctica totalitat de les divises nacionals com l'euro o el dòlar és diner fiduciari. És a dir, el seu valor real és molt més gran que el seu cost de producció, i és emès pels bancs centrals mitjançant la creació de deute que es multiplica a través dels bancs comercials i el sistema de reserva fraccionària.
En contraposició al diner fiduciari, Bitcoin utilitza un sistema de prova de treball que simula l'extracció minera de matèries primeres. Els miners dediquen els seus recursos de temps, energia, processament i amortització de màquina per resoldre un desafiament criptogràfic complex. La xarxa premia amb un nombre predeterminat de bitcoins el miner que troba la solució a aquest problema matemàtic, i alhora, augmenta o disminueix la dificultat d'aquest repte de manera que, de mitjana, els miners obtinguin una solució vàlida cada deu minuts, i així es manté l'oferta de bitcoins predictible en el temps.
Així doncs, el protocol Bitcoin simula el comportament de la generació de matèries primeres, fins al punt que el preu dels bitcoins és igual al cost marginal de producció, ja que els miners estan contínuament competint per ser els més eficients. Per aquestes raons, i pel fet que Bitcoin no està subjecte a xocs d'oferta en el sentit tradicional del terme i que la seva escassetat no és "natural" sinó generada a través d'un algoritme matemàtic, l'economista George Selgin qualifica Bitcoin com a quasimatèria primera (quasi-commodity money).
D'altra banda, els bitcoins tenen totes les característiques necessàries per ser considerat diners. És altament divisible (fins a vuit decimals), dens en valor (una adreça pot contenir milions d'euros), immediatament recognoscible amb el programari adequat i fungible (cada unitat està valorada de la mateixa manera). Així mateix, la possessió de la clau privada és control. Les claus privades poden guardar-se en una cartera electrònica o generar-se a partir d'una frase més o menys llarga, que es pot memoritzar. Aquesta última característica, unida al fet que la direcció Bitcoin és un pseudònim i no reflecteix la identitat real del seu propietari, fa que els bitcoins siguin difícils de confiscar.
Les transferències es fan directament, és a dir, sense l'ús d'un tercer node entre els nodes. Aquest tipus de transacció fa impossible el retorn de fons. El client Bitcoin transmet la transacció als nodes propers que la propaguen a la xarxa. Les transaccions invàlides o corrompudes són rebutjades pels clients honests. Les transaccions són gairebé sempre gratuïtes, però es pot pagar una tarifa a altres nodes perquè en prioritzin el processament.
El nombre total de bitcoins tendirà a 21 milions amb el temps. L'oferta de diners creix com una progressió geomètrica cada 4 anys. El 2013 la meitat de l'oferta total haurà estat generada, i el 2017, ja se n'hauran generat tres quarts. A mesura que la quantitat de bitcoins s'aproximi al límit, probablement el valor dels bitcoins entrarà en deflació (augment del valor real) pel fet que no es produiran monedes. Els bitcoins són divisibles fins a 8 decimals (donant 2/1 x 1015 unitats totals), cosa que elimina les limitacions pràctiques dels ajustos de preu en un ambient deflacionista. En comptes d'usar l'incentiu de bitcoins acabats de generar perquè els nodes agreguin transaccions als blocs, durant aquest període l'obtenció de les millors tarifes de transacció depèn de la vostra habilitat.

### Canvi

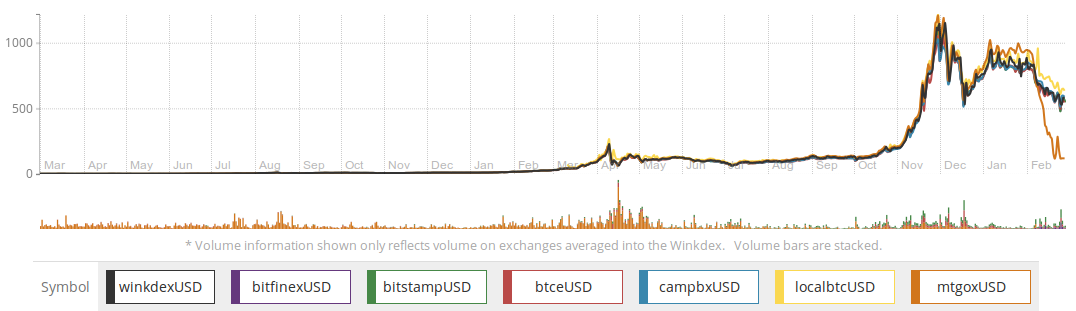
Taxa de canvi per un 1 BTC en USD al mercat MtGox

A través de diversos intercanvis, els bitcoins es venen i el preu fluctua en relació als béns, els serveis i els valor de les altres monedes.
El gener del 2013, un BTC es cotitzava al voltant de 16,00 USD. Tenint en compte el nombre total de bitcoins minats, la base monetària, de la xarxa Bitcoin se situa en més de 150 milions de dòlars.
Segons Reuters, els documents no divulgats indiquen que empreses financeres com ara Morgan Stanley i Goldman Sachs fan intercanvis amb Bitcoin unes 30 vegades al dia. A més, els empleats d'altres bancs internacionals i les principals organitzacions financeres han mostrat interès en bitcoin.

### Resultat
Els possibles escenaris de fracàs per a Bitcoin són una devaluació de la moneda, una disminució dels usuaris, o una campanya governamental global en contra del programari. Però, potser no és possible "prohibir tot el criptodiners com Bitcoin." La descentralització i l'anonimat consagrats per Bitcoin semblen una reacció del govern dels EUA a la prossecució de companyies de criptomoneda com i-gold i Liberty Dollar.
En un article del diari irlandès Irish Times Danny O'Brien reportar "Quan li mostro a la gent aquesta economia Bitcoin, ells pregunten: 'És legal això?' Pregunten: 'És una estafa?' Jo imagino que hi ha advocats i economistes esforçant-se per respondre a aquestes dues preguntes. I sospito que després podràs afegir legisladors a aquesta llista.
D'altra banda, alguns experts en lleis advoquen per una desregulació total de Bitcoin, per contribuir a la creació d'ocupació i promoure el creixement econòmic.
El febrer de 2011, la cobertura donada per Slashdot i el subsequent Slashdot effect van afectar el valor del bitcoin i l'accessibilitat d'alguns llocs web Online-Only Currency Bitcoin Reaches Dollar Parity via Slashdot.
Les regulacions governamentals han incidit fortament en el preu. L'abril de 2017, la decisió del Japó de legalitzar les criptomonedes com a medi legal de pagament va provocar l'alça del preu d'aquesta divisa. En contrapartida, el setembre de 2017 la decisió de la Xina de prohibir les ofertes inicials de criptoactius va provocar una devallada.
Al setembre de 2012 es va crear la  Bitcoin Foundation, una organització sense ànim de lucre, a semblança d'altres com la Apache Software Foundation o la Linux Foundation, per estandarditzar, protegir i promoure Bitcoin, i mantenir fidel als seus principis fonamentals: una economia que no depengui de la política, oberta i independent.

## Privadesa
Les transaccions se signen digitalment pel propietari de la direcció Bitcoin que conté originalment els fons. Aquest missatge signat es propaga per tota la xarxa i s'acaba emmagatzemant en la cadena de blocs. Com el nucli del protocol Bitcoin no encripta cap tipus d'informació, totes les transaccions són públiques i qualsevol observador extern pot analitzar en qualsevol moment el seu contingut, l'origen i la destinació de tots els missatges. Aquesta característica contrasta amb el model bancari tradicional que amaga les transaccions de l'escrutini públic.
Per facilitar l'anàlisi de tots els moviments, diversos llocs web proporcionen informació actualitzada de totes les transaccions, incloent-hi variables agregades com el nombre de bitcoins en circulació, nombre de transaccions per hora i tarifes de transacció a cada instant. La representació gràfica habitual per auditories limitades es fa a través de dendrogrames.
Si un usuari vol funcionar de manera anònima a la xarxa, és condició indispensable que no faci pública la relació entre la seva identitat en la vida real i les seves adreces Bitcoin. D'altra banda, algunes organitzacions i individus poden associar de manera intencionada les seves identitats amb les seves adreces per proporcionar un cert grau de transparència. Per això, alguns autors prefereixen classificar Bitcoin com una xarxa basada en pseudònims en lloc d'una xarxa anònima. L'ús de pseudònims, al contrari que l'anonimat, ofereix la possibilitat de generar una reputació i confiança entre els usuaris.

## Rendiment computacional de la mineria
Les estratègies per al minat de bitcoins s'han anat perfeccionant progressivament. En els primers mesos de funcionament de la xarxa era possible determinar en solitari amb una CPU estàndard i obtenir un bloc i els seus 50 BTC associats amb una freqüència relativament alta. Posteriorment, l'aparició de programari de mineria adaptat a targetes gràfiques, molt més eficient, va desplaçar completament les CPU. La mineria per GPUs es va anar professionalitzant, amb grans instal·lacions en països amb energia barata, configuracions personalitzades amb ús generalitzat d'overclocking i sistemes especials de refrigeració. Amb l'augment sostingut de la dificultat, els miners es van començar a organitzar en grups independents (en anglès, pools) per minar de manera col·lectiva, desplaçant així als miners en solitari que podien trigar mesos o fins i tot anys en trobar un bloc de manera individual. El propietari del "pool" es porta una comissió per trobar un bloc. Els "pools" també competeixen entre ells per intentar atraure el nombre més gran de miners.
Actualment, s'està començant a distribuir FPGAs i ASICs per minar de manera més eficient. Si amb la mineria amb CPU i targetes gràfiques, el cost d'explotació provenia fonamentalment de la despesa energètica, la comercialització d'equips especialitzats de baix consum està desplaçant les inversions dels miners cap maquinari més sofisticat, i indirectament cap a la investigació necessària per al desenvolupament d'aquests productes.
El 30 de juliol de 2012, en el bloc 191.520, la dificultat va marcar un màxim històric i va superar per primera vegada el valor de dos milions, amb una potència de processament de 14 Terahashes/segon.

## Tractament segur de bitcoins

### Intercanvi segur
El fitxer wallet.dat representa la cartera electrònica a totes les plataformes. La major part dels clients actuals permeten l'encriptació d'aquest fitxer, de manera que es limiti que algun malware pugui tenir accés directe a les claus privades contingudes en ell. No obstant això, la seva seguretat no és total, ja que és possible que keyloggers maliciosos registrin les pulsacions del teclat per capturar la contrasenya d'encriptació i, en última instància, tramiti el robatori de fons.
Per poder dur a terme transferències completament segures, alguns clients permeten signar transaccions fora de línia, de manera que les claus privades mai estiguin connectades a la xarxa, i el risc de robatori per programari maliciós sigui nul.
D'altra banda, el mateix protocol Bitcoin permet l'ús de multifirma, que també redueix pràcticament a zero el risc de robatori de fons, ja que per poder llançar una transacció es necessitaria més d'una clau privada, que poden estar guardades en dispositius diferents.

### Emmagatzematge segur
A més de l'ús habitual dels bitcoins com mitjà d'intercanvi, molts usuaris també l'utilitzen com magatzem de valor. Per això és obligat prendre precaucions similars amb la cartera electrònica a les que s'haurien protegit elsdiners en efectiu, ja que igual que aquest últim, els bitcoins tenen com a beneficiari al portador i igual que aquell, és difícil de seguir-li la pista.
La forma més habitual de protegir els bitcoins és realitzar diverses còpies idèntiques del fitxer wallet.dat, encriptar-les amb una contrasenya forta, i guardar físicament en diversos suports USB i en el núvol. Alguns usuaris més avançats prefereixen l'ús de TrueCrypt per generar particions secretes que permeten negació plausible, l'aplicació d'esteganografia, o fins i tot generar la clau privada únicament a partir d'una frase memoritzada, sense necessitat de cap suport físic.
Altres opten simplement per imprimir en paper la clau privada en format numèric o en QR i guardar-la en un lloc segur.

## Controvèrsia
Les crítiques a Bitcoin es fonamenten en dos aspectes. D'una banda, les repercussions que pot tenir sobre els mateixos usuaris de la moneda, de l'altra, les repercussions sobre la societat en el seu conjunt, pel seu potencial de transformar les relacions entre els ciutadans.
Els usuaris actuals del Bitcoin podrien patir pèrdues patrimonials en el cas d'una disminució del seu ús pel detriment de la confiança en el protocol o la moneda, per la volatilitat del tipus de canvi, per la pèrdua irreversible de fons a causa de robatoris a les cases d'intercanvi, errors en el programari, virus informàtics, atacs de denegació de servei, etc. Com actualment no existeix cap sistema de protecció de dipòsits per a fons en Bitcoin, és el mateix usuari el que ha de fer front directament a tots aquests riscos. També, una regulació molt estricta per part dels governs podria afectar el futur de la moneda.
D'altra banda, la societat podria transformar significativament si l'ús del Bitcoin aconseguís ser més o menys generalitzat. Els bancs centrals veurien limitada la seva influència sobre els sistemes de pagament, regulació, estabilitat financera, política monetària i estabilitat de preus. l'anonimat de Bitcoin pot simplificar la compra de drogues i altres mercaderies il·legals, el blanqueig de diners i l'evasió d'impostos. Els governs podrien traslladar la pressió impositiva cap a altres actius més fàcils de vigilar per compensar les pèrdues d'ingressos.
Com el Bitcoin no està recolzat pel govern de cap país, no es regeix per la normativa del Fons Monetari Internacional. Per aquesta raó, si el Bitcoin s'arribava un valor significatiu, podria arribar a suposar una amenaça a l'estabilitat de les divises mitjançant la posada en marxa d'atacs especulatius, tret que el mateix Fons Monetari internacional desenvolupés algun mètode fora de la normativa actual per evitar-ho.
Tailàndia i la Xina van ser els primers països a prohibir l'ús de la moneda virtual Bitcoin en l'àmbit estatal i bancari, per poder seguir controlant les operacions i el flux de capital. No obstant això, els ciutadans sí que són lliures d'utilitzar la criptomoneda sota el seu propi risc.

### El futur del Bitcoin
S'ha especulat sobre el futur del Bitcoin, donades algunes de les dificultats tècniques amb què compta i que poden dificultar el seu ús massiu en les cadenes de retail, es creu que poden aparèixer reemplaçaments a mitjà i llarg termini que desplacin gradualment aquesta criptomoneda. Algunes de les raons per pensar que serà reemplaçada són les següents:
- Algun dels 3 grans d'internet (Google, Amazon o Apple) podria entrar amb la seva pròpia criptomoneda o donar suport alguna iniciativa independent, donant un gran impuls a la nova moneda en operacions de compravenda de productes i serveis.
- Els temps de confirmació de transacció utilitzant Bitcoins (de l'ordre de 10 minuts) no són adequats per a operacions en temps real, altres alternatives com Quarkcoin han optimitzat aquest temps per sota dels 30 segons.
- El temps de sincronització d'un moneder és molt alt per a un usuari final.
- Si Paypal, Mastercard, Visa, Amex, WesternUnion o altres similars opten per un sistema similar a Bitcoin per realitzar les seves transaccions, reduir costos i minimitzar friccions, Bitcoin podria ser ràpidament desplaçat.[69]
- Bitcoin podria quedar desbancat per altres criptomonedes com el Litecoin.

## Bitcoin en la cultura popular
El capítol Bitcoin for Dummies de la sèrie The Good Wife tracta de forma escènica les particularitats d'una criptomoneda anomenada bitcoin i el judici al seu presumpte inventor.